# Whitney Biennial

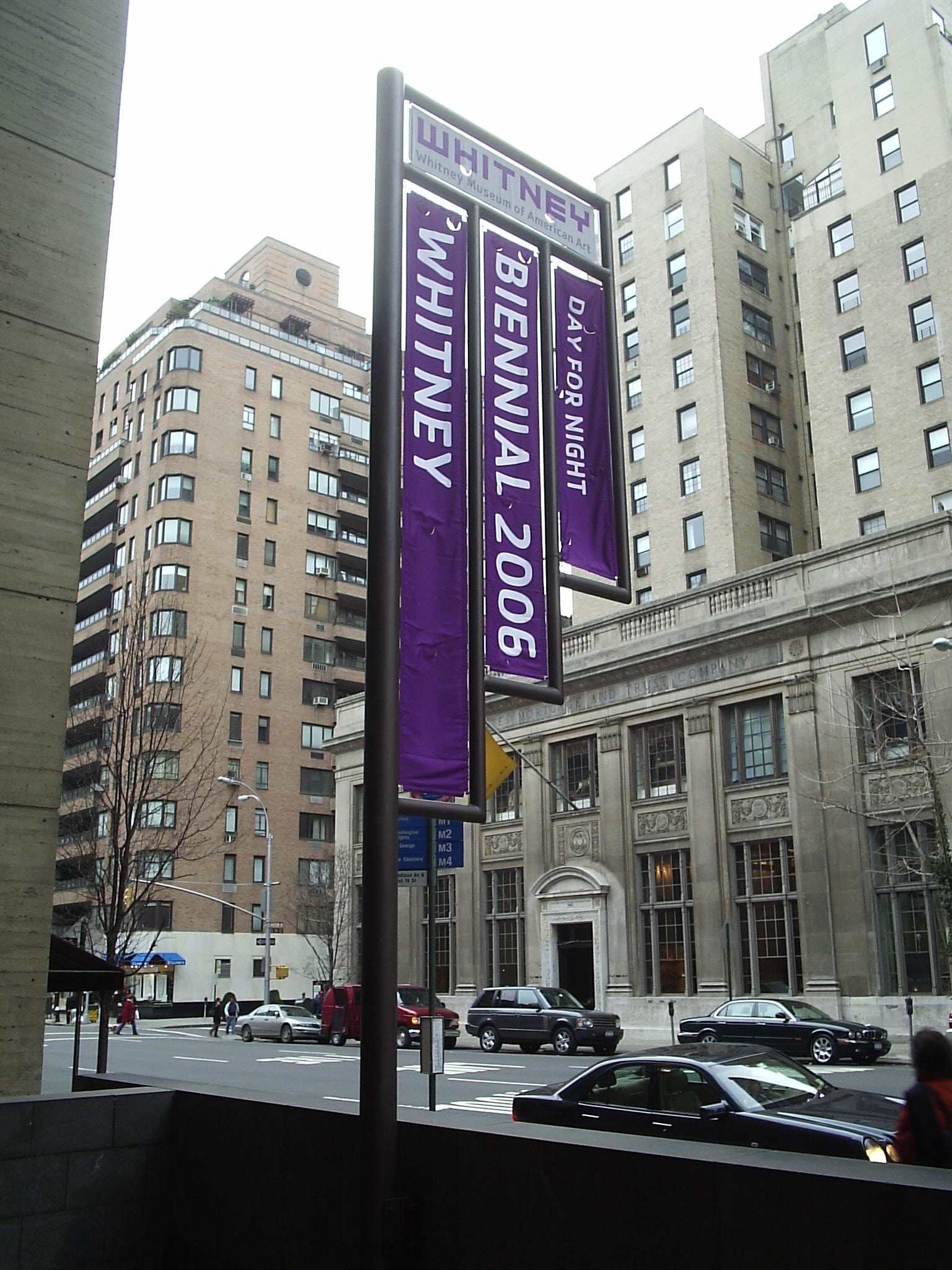
Bannière de l’édition 2006 de la Whitney Biennial, « Day For Night », face au Whitney Museum of American Art.

La Whitney Biennial est une exposition biennale d’art contemporain américain, exposant en général des artistes jeunes et considérés comme prometteurs par les commissaires chargés de la sélection.
Elle se tient au Whitney Museum of American Art, à New York.

## Éléments historiques
Initialement, en 1932, il s’agissait d’une exposition annuelle.
Aujourd’hui, la Whitney Biennial est considérée comme faisant autorité dans le monde de l’art contemporain, souvent à l’origine de l’apparition ou de l’enracinement de nouveaux courants et de nouveaux artistes.
En 1987, l’évènement est accusé de racisme et de sexisme par le groupe des Guerrilla Girls.
Depuis 2000, un artiste exposant à la biennale est récompensé du Bucksbaum Award.